# Эмегеев, Маншуд
Маншу́д Эмеге́ев (также Маншуд Имеге́нов, бур. Эмэгэйн Маншууд; 1849—1909) — бурятский народный сказитель-улигершин.

## Биография
Происходил из рода ашабагат племени булагатов. Родился в улусе Кукунут Кудинской степной думы в 1849 году в бедной крестьянской семье. Из-за бедности денег у его семьи на образование не было и Маншуд до конца жизни был неграмотным.
Несмотря на бедность и неграмотность, был одарён от природы, обладал хорошей памятью. Это помогло ему наизусть знать многие бурятские улигеры (сказки), а также бурятский народный эпос «Гэсэр».
Слухи об улигершине Эмегееве распространились далеко за пределы его родного края. В 1900 году к нему домой приезжает американский учёный-фольклорист Дж. Куртин, который записывает с его уст многие сказания и легенды. Впоследствии Дж. Куртин выпустил книгу «Путешествие в Южную Сибирь», куда вошли и улигеры Эмегеева, а также была помещена фотография сказителя, являющаяся единственным сохранившимся портретом Эмегеева.
В 1906 году Эмегеева посетил профессор Ц. Ж. Жамцарано, который с его слов записал непосредственно сам эпос «Гэсэр» («Абай Гэсэр хубуун»), а также сказания о сыновьях Гэсэр-хана «Ошор Богдо» и «Хурин Алтай», вместе состоявшие из более чем 20 тысяч стихотворных строк. Эхирит-булагатская версия Гэсэриады, записанная от Маншуда Эмегеева, считается учёными наиболее архаичным вариантом эпоса.
Кроме эпической трилогии о Гэсэре, в творчестве Эмегеева представлены такие улигеры, записанные Дж. Куртином и другими, как «Еренсей хаан», «Буха Хара хубуун», «Бурулдай Богдо хаан», «Шарай», «Алтан Шагай», «Аламжи» и др.
Умер в 1909 году.
В 1930—1931 годах под редакцией академика Б. Я. Владимирцова была опубликована грандиозная эпопея бурятского народа, записанная Ц. Ж. Жамцарано со слов Маншуда Эмэгеева.